# Quinta de Miranda
La quinta de Miranda fue una finca de la ciudad española de Madrid, ubicada en el antiguo municipio de Carabanchel Alto. La finca se empleó como palacete de vacaciones para varias familias nobles, entre ellos los Condes de Montijo y los Duques de Tamames. 

## Historia
La quinta de Miranda se sitúa cerca de la Ermita de Santa María la Antigua, en el actual distrito de Carabanchel. Antes de convertirse en una finca de recreo de los Montijo, era un antiguo olivar.La propiedad de la finca pasó por las manos de varias familias nobles, hasta que acabó en manos de los Condes de Montijo
El elemento central de la quinta es el palacio de Eugenia de Montijo, una de sus últimas propietarias. Este palacio, con planta en forma de U, sirvió como residencia veraniega y de retiro, y se situaba en la En su tiempo llegó a contar con un teatro, donde se representaban multitud de obras, y fue centro de intelectuales y artistas de mediados del siglo XIX.
A la muerte de Eugenia de Montijo, el palacio pasó a la familia de los duques de Tamames a través de su hermana, María Asunción Stuart Portocarrero. Son los herederos de ésta quienes, finalmente, ceden la quinta a la orden de las monjas Oblatas. La orden abrió un convento y un refugio para "mujeres inadaptadas" en el palacio. Después de la Guerra Civil, el edificio del palacio fue habitado por las Oblatas hasta 1968, cuando fue abandonado y vendido para urbanizarse.
En el actual terreno de la quinta se levantan un complejo de viviendas en altura y edificios dotacionales. Las monjas Oblatas retienen una parte de la antigua finca.De la antigua quinta hoy solo se conserva el llamado Estanque de las Brujas.
En los terrenos de la finca, durante unas obras de desmonte en el siglo XVII, se encontró un mosaico romano del siglo II. Actualmente este mosaico se encuentra en el Museo de San Isidro